# Andrea Torresani

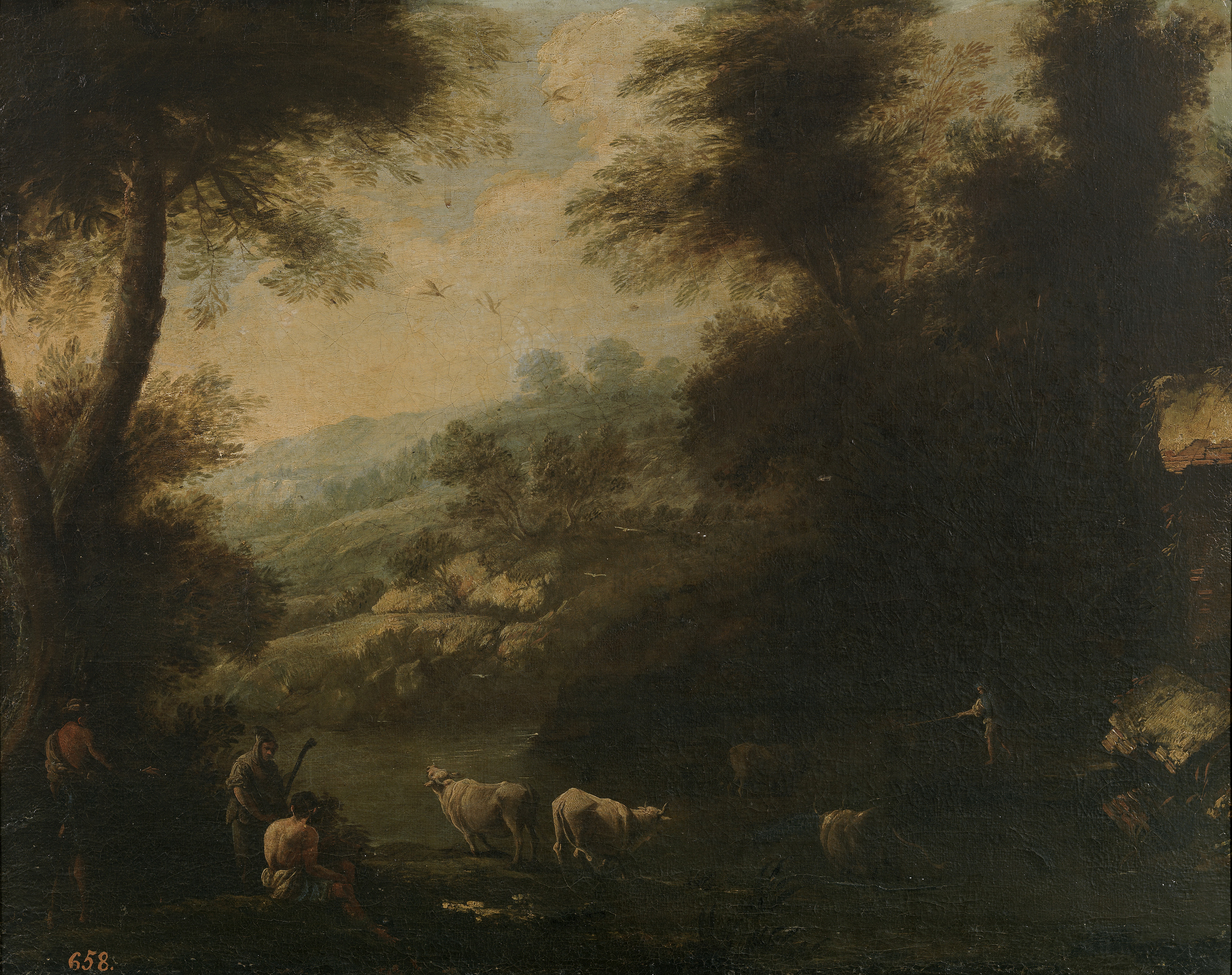
Paisatge amb ramat de vaques, oli sobre llenç, 60 x 76 cm, Madrid, Museu del Prado

Andrea Torresani o Toresani (Brescia, 1727 – 1760) va ser un pintor barroc italià especialitzat en paisatges.
Deixeble d'Antonio Aureggio, pintor paisatgista, es va traslladar a Venècia, on va estudiar les obres de Francesco Zuccarelli i es va perfeccionar tant en la pintura a l'oli com en el dibuix a ploma i l'aquarel·la. A ploma va dibuixar retrats a més de vistes i paisatges, entre ells una sèrie de retrats dels més famosos músics de la seva època. Després d'una estada a Milà, on va treballar principalment per als viatgers anglesos, va retornar malalt a la seva ciutat natal, on va morir als trenta-tres anys.